# Plethodontohyla guentheri
Plethodontohyla guentheri är en groddjursart som beskrevs av Frank Glaw och Miguel Vences 2007. Plethodontohyla guentheri ingår i släktet Plethodontohyla och familjen Microhylidae. IUCN kategoriserar arten globalt som otillräckligt studerad. Inga underarter finns listade i Catalogue of Life.